# Paeonia 'Bartzella'
Paeonia 'Bartzella' — сорт пионов поздне-среднего срока цветения. Относится к группе Ито-гибридов.
Используется, как декоративное садовое растение.
Название «Bartzella» дано Роджером Андерсоном в честь семейного пастора, по фамилии Barts. Жена селекционера настояла на добавлении «ella» для смягчения названия.

## Биологическое описание
Многолетнее травянистое растение.
Куст округлый, густой, побеги прочные. Высота растения около 65—90 см. На цветоносах развивается по нескольку цветков. Взрослые растения могут давать до 60 цветков на кусте. Продолжительность цветения более двух недель.
Листья декоративные, тёмно-зелёные, сильно рассечённые.
Цветки полумахровые, 15—20 см в диаметре, жёлтые с мягкими красными «вспышками» в центе. Цветки располагаются сбоку и в верхней части куста. Аромат лимонный.

## В культуре
Разрастается быстро. Куст можно делить уже на 3-й год после посадки.
Зоны морозостойкости: 4—8.